# Slezská univerzita v Opavě
Slezská univerzita v Opavě (oficiálně zkratka SU, někdy též podle internetové domény SLU) je veřejná vysoká škola univerzitního typu s akreditacemi ve všech stupních studia (včetně akreditací habilitačních řízení a řízení ke jmenování profesorem). Vznikla pod názvem „Slezská univerzita“ 28. září 1991 ze dvou fakult brněnské Masarykovy univerzity, které byly zřízeny o rok dříve. Sídlem Slezské univerzity je statutární město Opava.

## Historie
Již ve středověku patřila Opava k městům s rozvinutým školstvím. V letech 1625–1626 vznikl v Opavě jezuitský klášter. Roku 1627 dal Albrecht z Valdštejna přilehlý kostel jezuitům do užívání, kteří v roce 1630 založili jezuitské gymnázium. V roce 1643 pak byla v Opavě založena i jezuitská kolej, v níž v sedmdesátých letech 17. století působil ve významné funkci historik Bohuslav Balbín. Roku 1773 byl jezuitský řád na nátlak evropských panovníků papežem Klementem XIV. zrušen. Latinská jezuitská kolej se poté stala základem pouze opavského gymnázia, kde se vyučovalo německy. Při gymnáziu bylo v roce 1814 založeno muzeum, dnes Slezské zemské muzeum, nejstarší na území českého státu. Od roku 1853 budova sloužila zemskému sněmu (zemské vládě), v současnosti je sídlem Zemského archivu.
K prvnímu vážnému pokusu o založení univerzity v Opavě, byť nakonec rakousko-uherskou vládou ve Vídni odsouzenému k nezdaru, došlo v roce 1870. V souvislosti s polonizací šlo o nezdařený přesun univerzity z haličského Lvova; tato univerzita by však byla německá.
Až po druhé světové válce, kdy nastaly podstatné změny ve složení obyvatelstva žijícího na území českého Slezska, byla zahájena zásadní jednání o české Slezské univerzitě. Tehdy se předpokládalo, že vzhledem k průmyslovému charakteru Ostravy se toto město stane sídlem vysokého školství technického zaměření, zatímco Opavě jako tradičnímu politicko-kulturnímu centru českého Slezska, připadne univerzita s humanitními fakultami (filozofickou, pedagogickou, právnickou a lékařskou v Opavě a přírodovědeckou fakultou v Ostravě).
Po únoru 1948 však byly podmínky pro možný vznik Slezské univerzity značně omezeny, a tak se v Opavě z původních snah podařilo realizovat pouze vznik Vyšší pedagogické školy, která tu v letech 1953–1959 připravovala učitele se způsobilostí vyučovat v šestých až osmých třídách základní školy. I tato instituce byla ale později direktivním zásahem přemístěna do Ostravy, kde z ní postupně vznikla Pedagogická fakulta. Ta se po roce 1991 stala základem Ostravské univerzity.
Protože ještě v šedesátých letech nebyly v Ostravě vytvořeny dostatečné podmínky pro existenci fakulty, vyučovaly se dále po dobu několika let přírodovědné obory v Opavě, kde k tomu dobře posloužil právě objekt zrušené Vyšší pedagogické školy. S velkou intenzitou se o vzniku Slezské univerzity v Opavě jednalo opět v období politického uvolnění v letech 1968–1969. Po prvních slibných krocích musely být ovšem tyto snahy s nástupem tzv. normalizace zastaveny.
Ke vzniku Slezské univerzity tedy mohlo dojít teprve po zásadních společenských proměnách, po 17. listopadu 1989. Rozhodnutím Ministerstva školství, mládeže a tělovýchovy se právním nositelem příprav vzniku Slezské univerzity stala Masarykova univerzita v Brně, jejíž akademický senát 17. září 1990 schválil zřízení Filozofické fakulty v Opavě a Obchodně podnikatelské fakulty v Karviné. Výuka na obou nových fakultách byla zahájena 8. října 1990. Více než staleté snahy města Opavy pak završil zákon České národní rady ze dne 9. července 1991 o zřízení mj. Slezské univerzity se sídlem v Opavě, který nabyl účinnosti 28. září 1991. Slezská univerzita se tak spolu s Jihočeskou univerzitou v Českých Budějovicích, Západočeskou univerzitou v Plzni, Univerzitou Jana Evangelisty Purkyně v Ústí nad Labem a Ostravskou univerzitou stala jednou z pěti nově zřízených univerzit na území České republiky.

## Struktura
Součástí Slezské univerzity jsou tři fakulty a dva ústavy. Do struktury univerzity patří také Univerzitní knihovna.

### Fyzikální ústav v Opavě

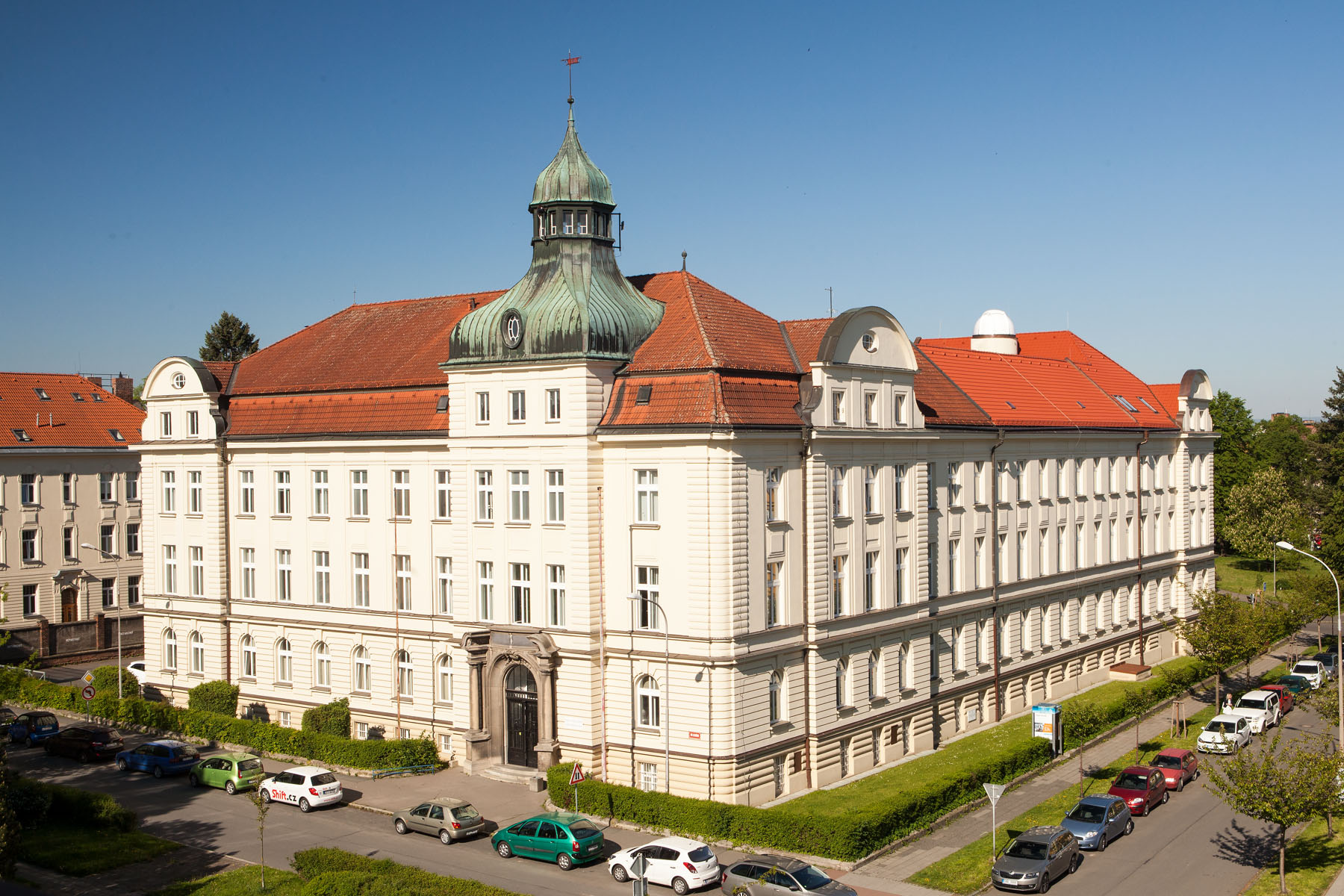
Bezručovo náměstí 1150/13: v historické budově na BN (původně Zemské poštovního ředitelství) sídlí Fyzikální ústav v Opavě. Na střeše budovy se nachází astronomická observatoř WHOO (White Hole Observatory Opava) pro studentský a akademický výzkum. Součástí budovy je také sférická projekce – Unisféra.  - Budova FÚ, Bezručovo náměstí
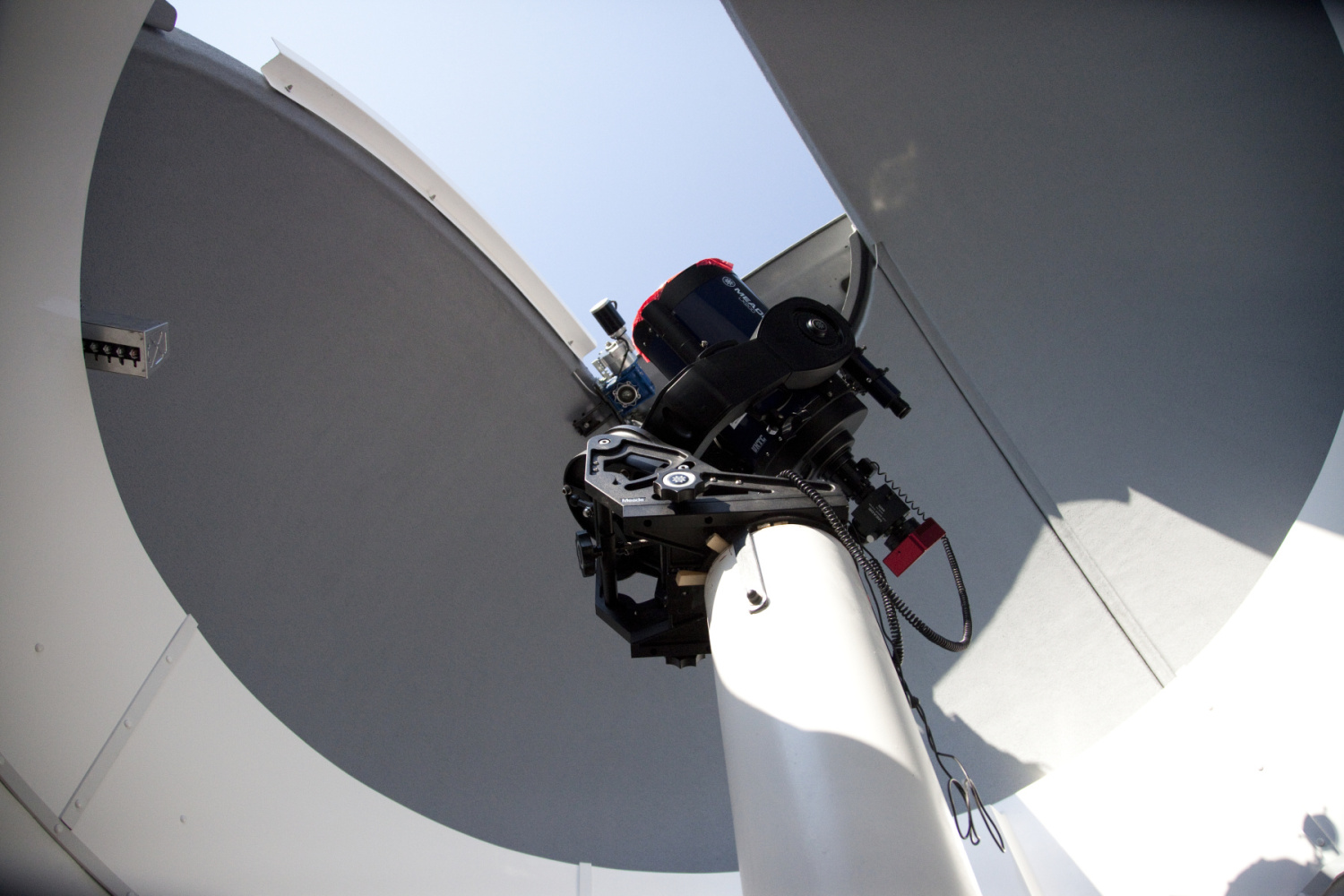
White Hole Observatory Opava
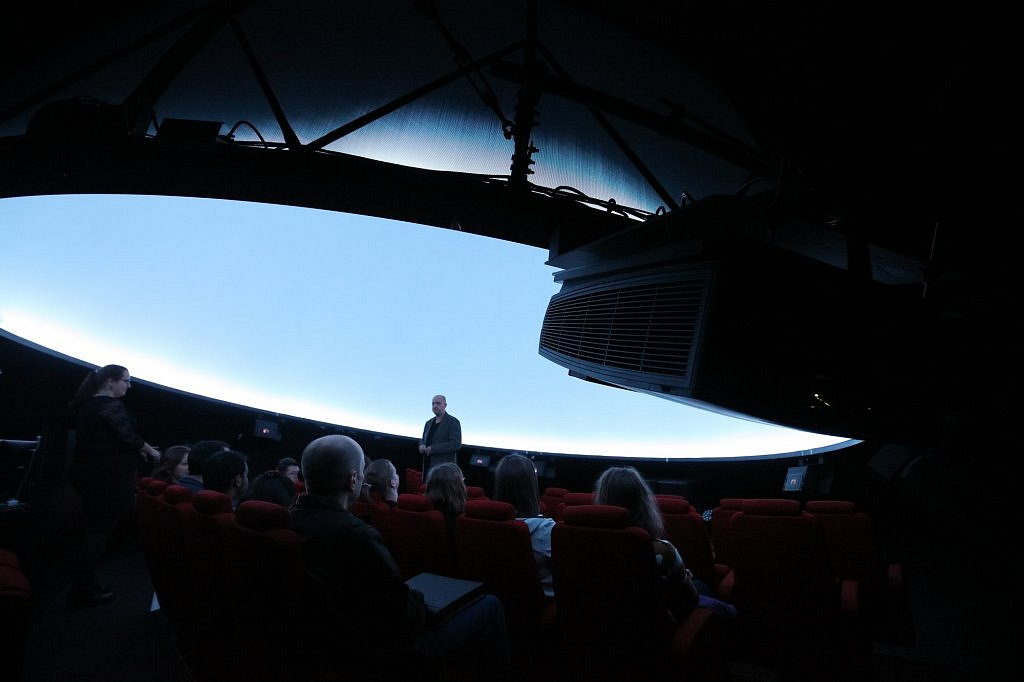
Unisféra FÚ v Opavě
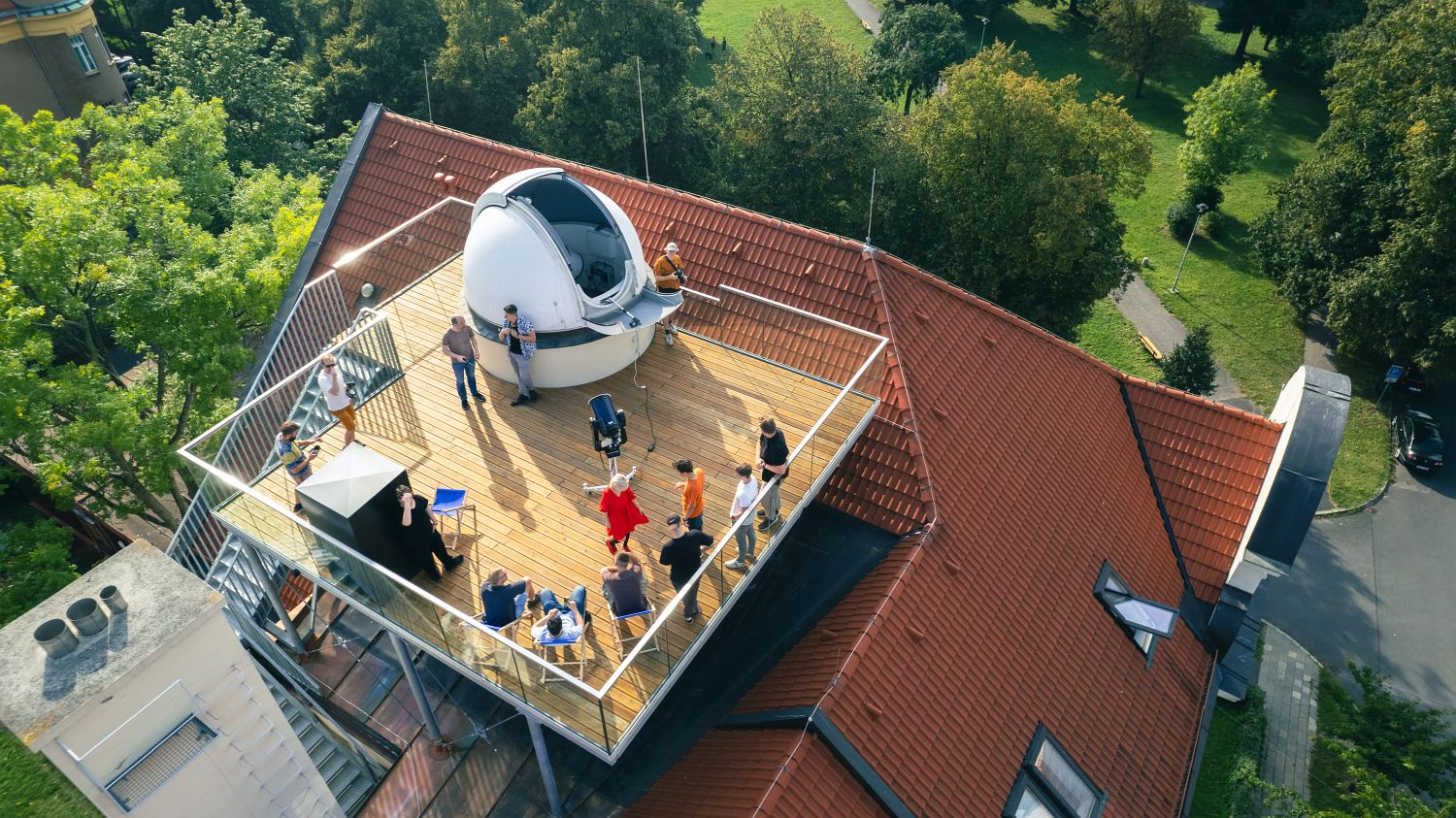
Pozorovací terasa FÚ
  - White Hole Observatory Opava
  - Unisféra FÚ v Opavě
  - Pozorovací terasa FÚ

### Filozoficko-přírodovědecká fakulta v Opavě
- Kampus Hauerova: nově zrekonstruovaná historická budova s moderní přístavbou slouží jako zázemí pro studenty umění (tvůrčí fotografie, audiovizuální tvorba, kulturní dramaturgie, multimediální techniky ad.), v budově se nachází kinosál, divadelní zkušebny, střižna aj.

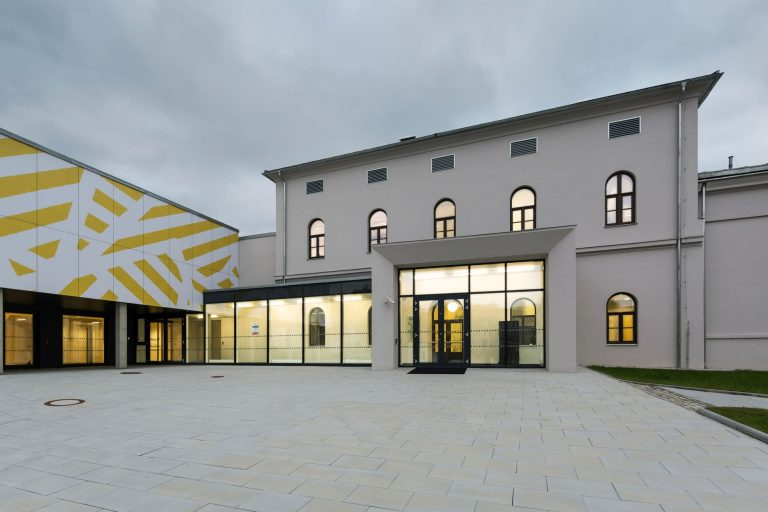
Hauerova
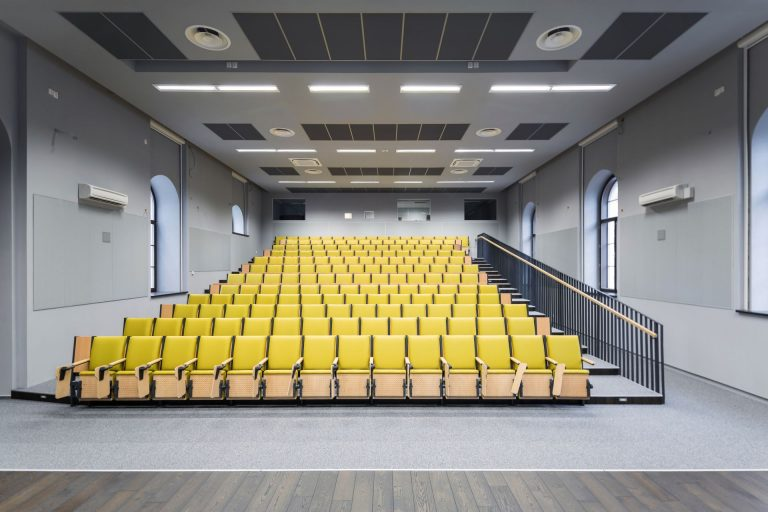
Kinosál
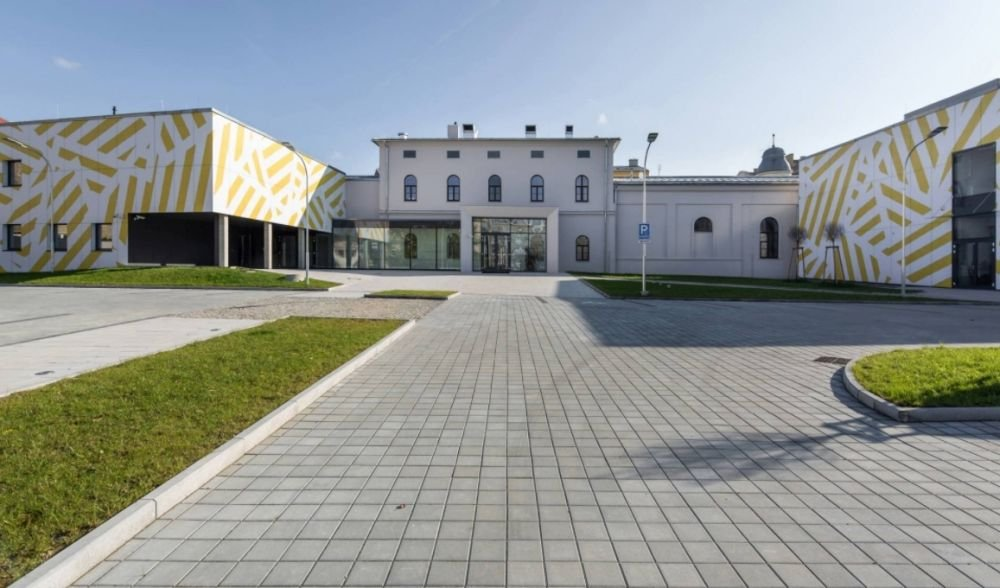
Hauerova
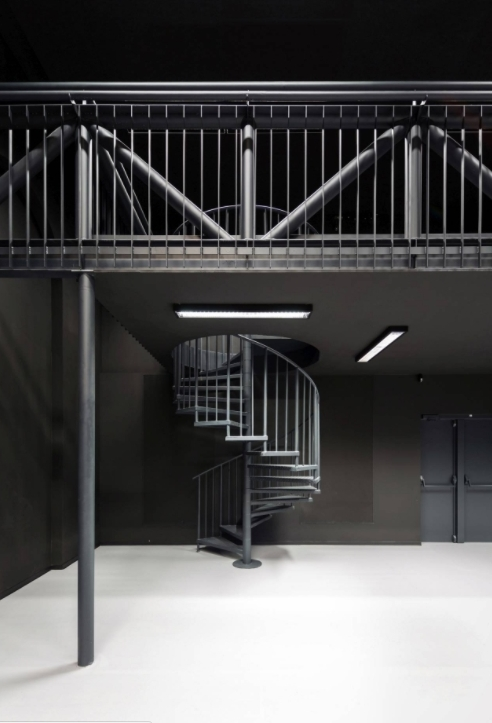
Schodiště

- Masarykova třída 343/37: památkově chráněná budova[5], která sloužila jako palác Zemského prezidenta a vlády, je dnes sídlem Ústavu cizích jazyků, Ústavu historických věd a Ústavu bohemistiky a knihovnictví.

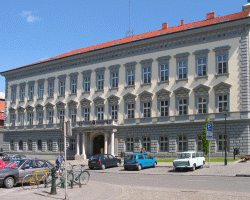
Masarykova třída
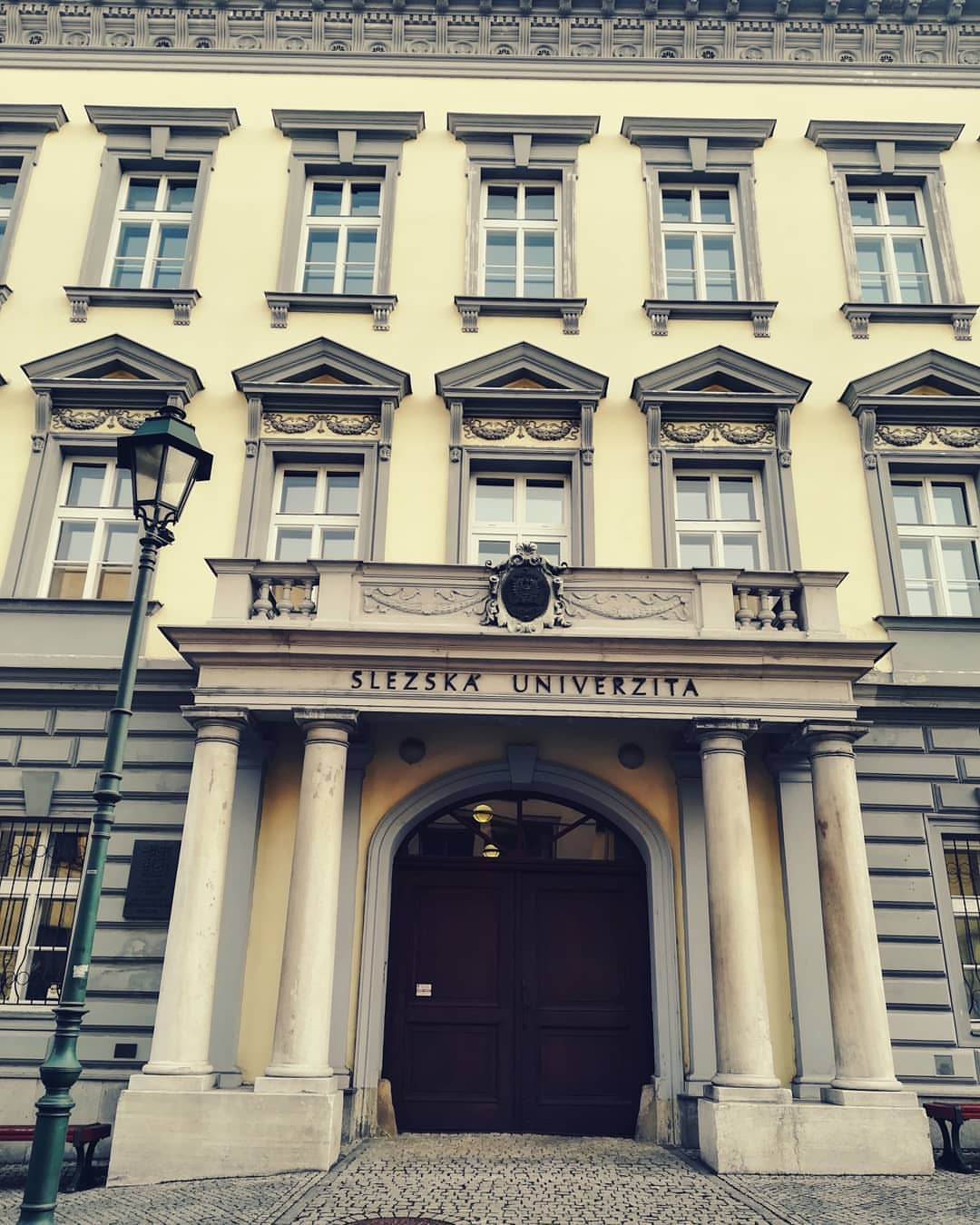
Vstup do budovy, Masarykova třída
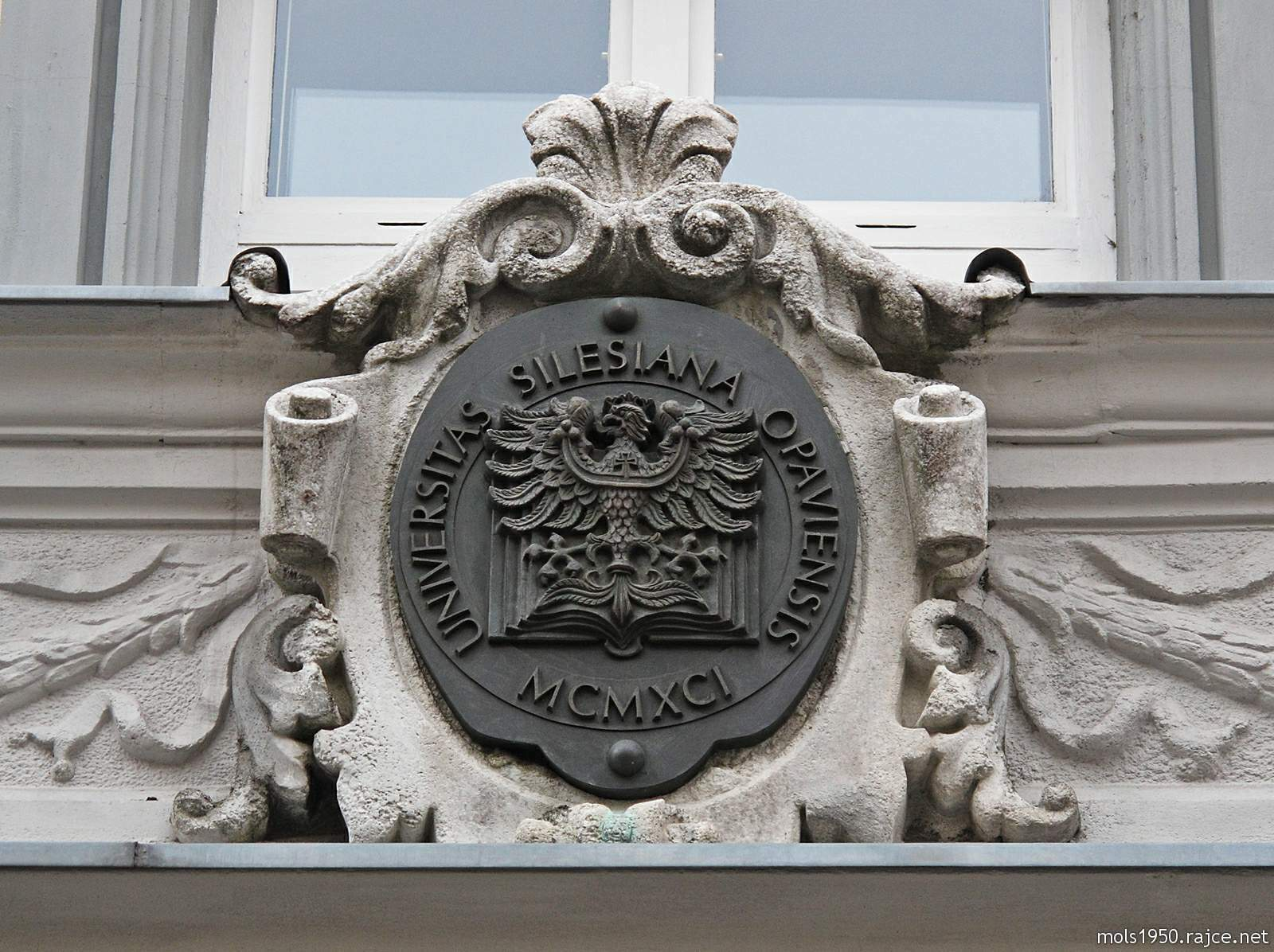
Znak Slezské univerzity

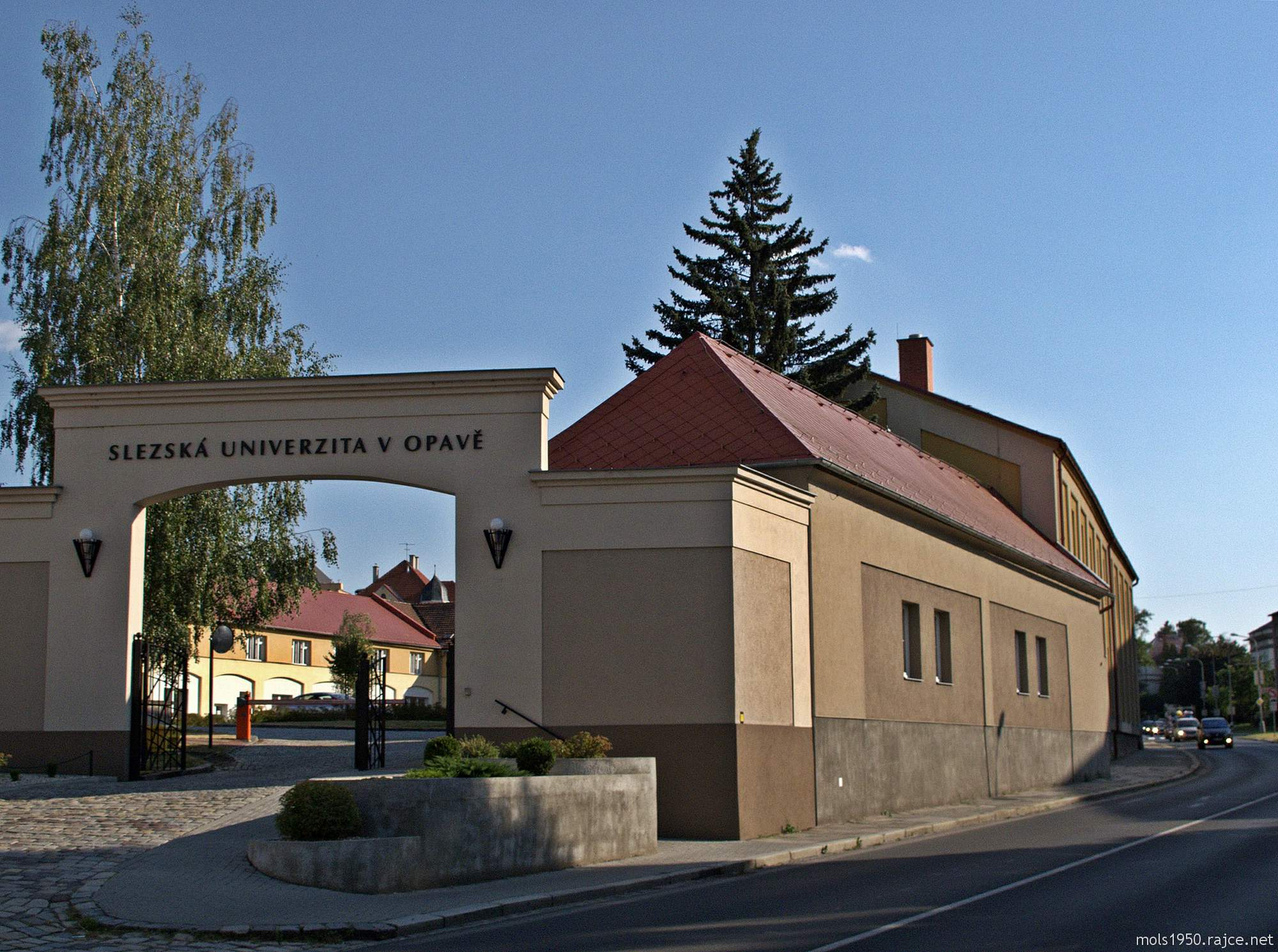
Hradecká 665/17  - Hradecká 17

### Fakulta veřejných politik v Opavě

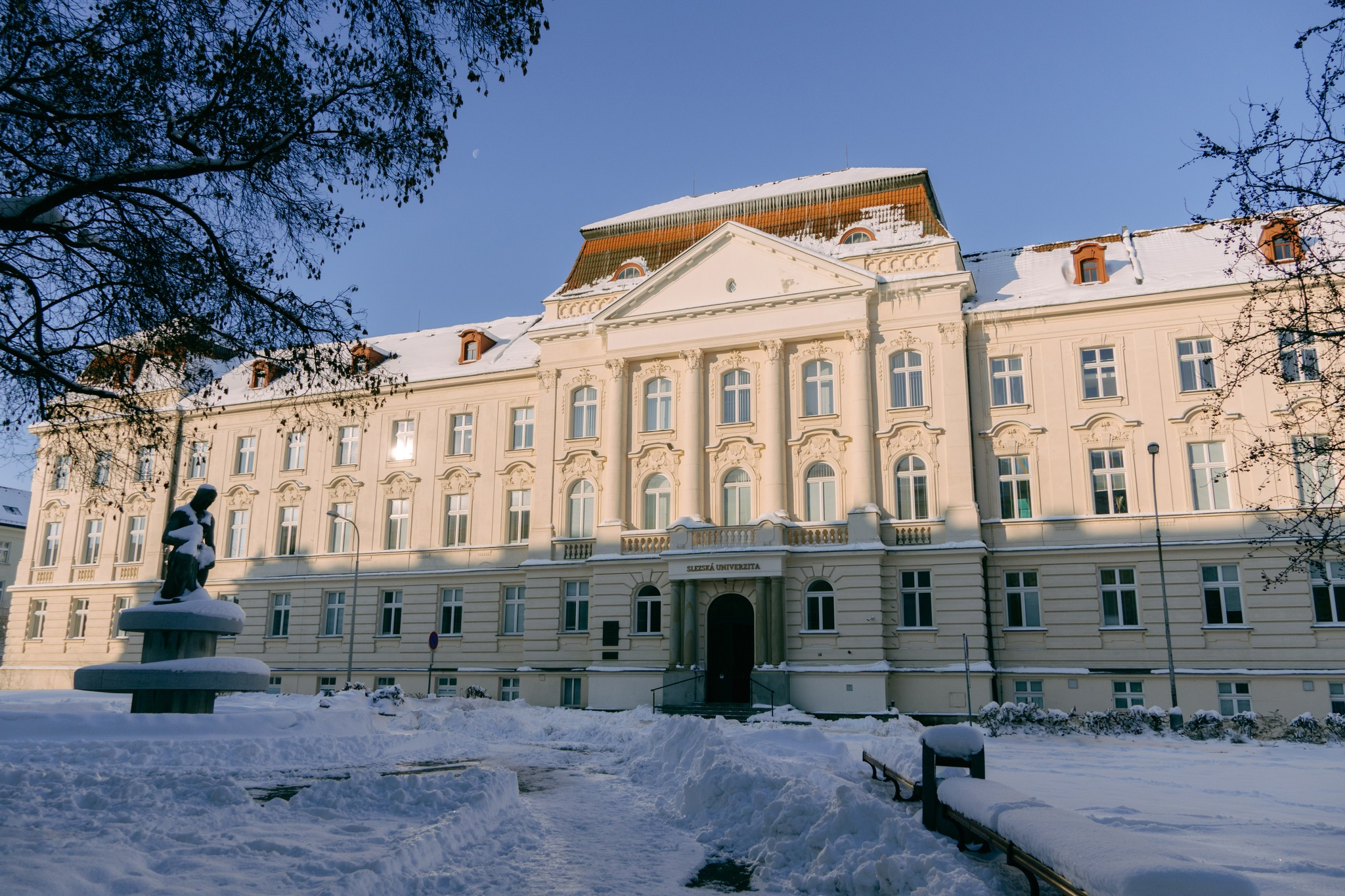
Bezručovo náměstí 885/14: v další budově na Bezručově náměstí sídlí ústavy a centra Fakulty veřejných politik a Univerzitní knihovna SU. Historická budova ze začátku 20. století (původní palác Zemského finančního ředitelství) prošla kompletní rekonstrukcí a přístavbou nového objektu. Nabízí odborné učebny pro výuku, přednáškové sály, výukový byt, výslechovou místnost a zázemí pro studenty.  - Budova FVP
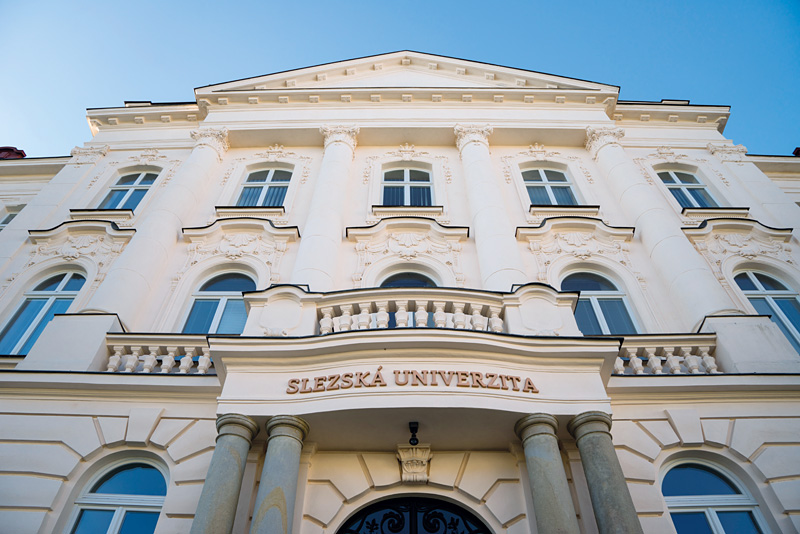
Vstup, Bezručovo náměstí 14
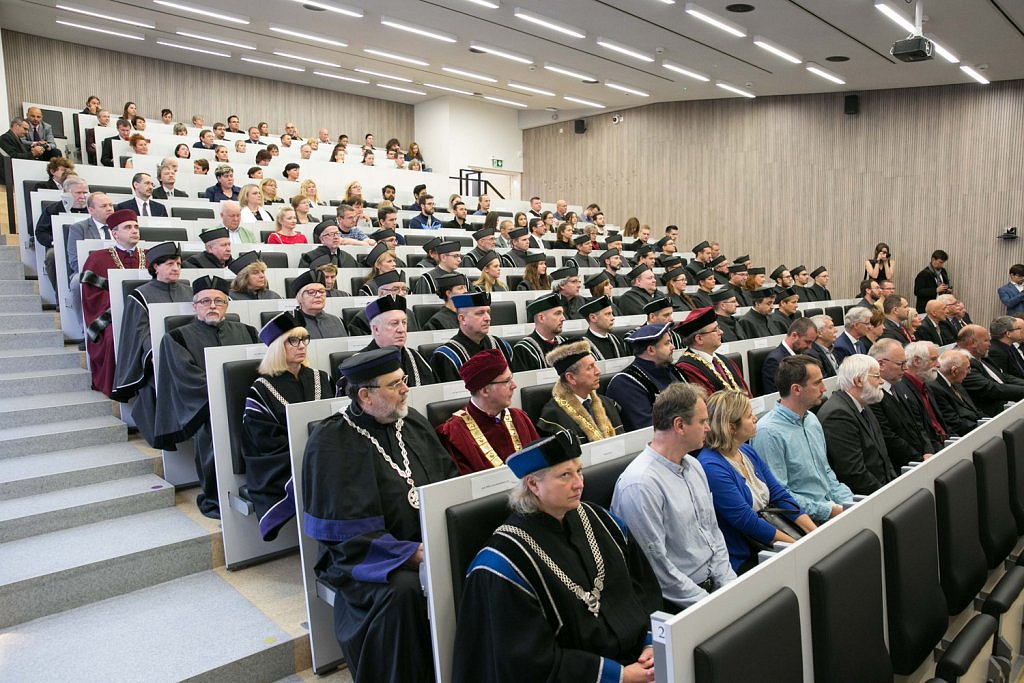
Aula
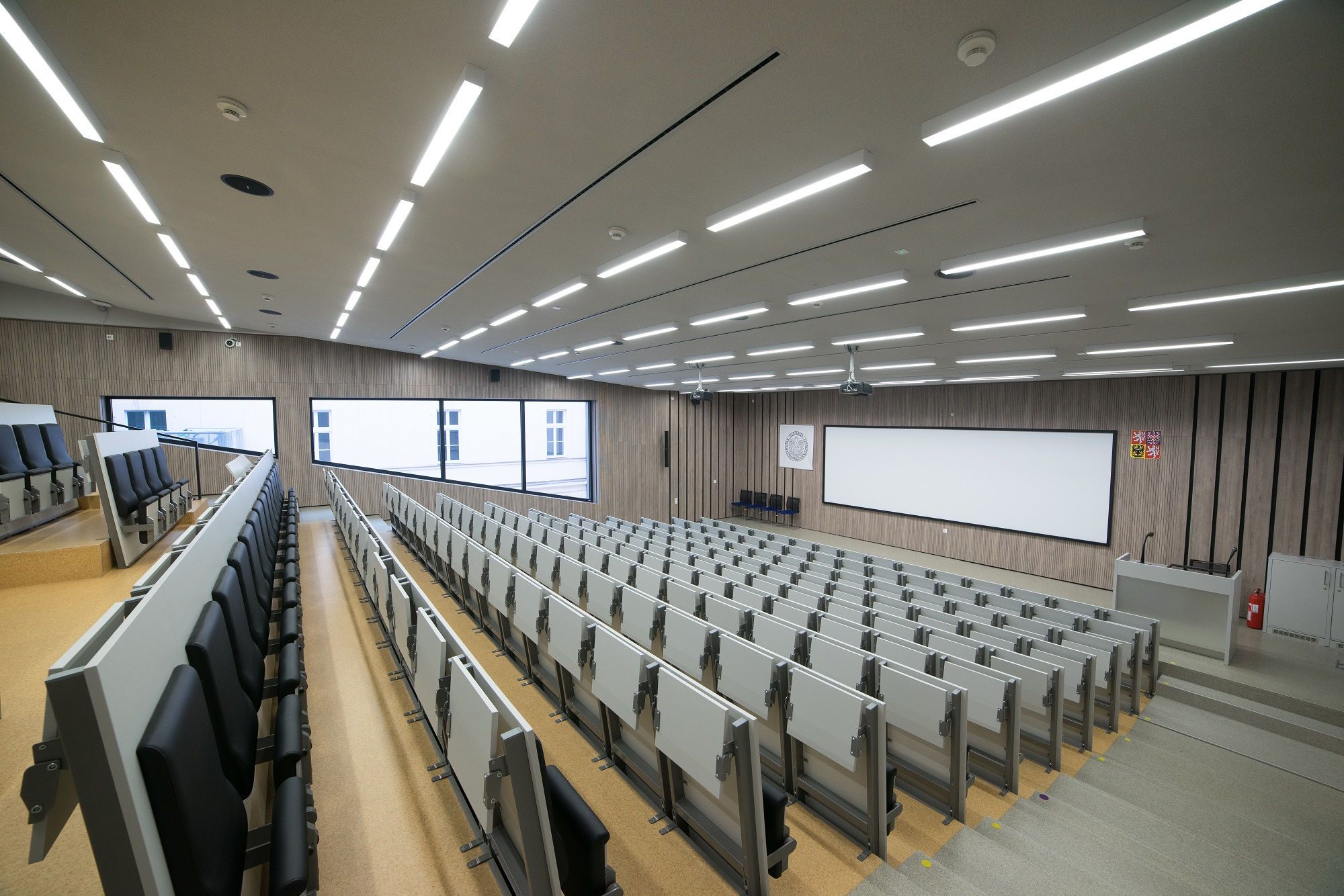
Aula
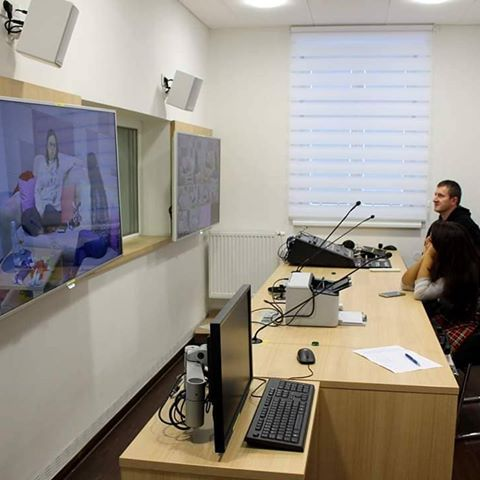
Výslechová místnost
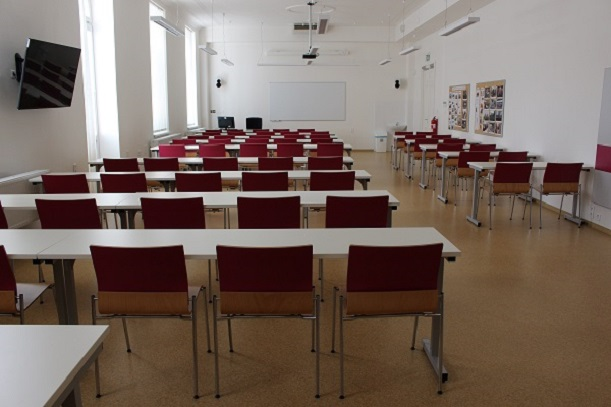
Učebna
  - Vstup, Bezručovo náměstí 14
  - Aula
  - Aula
  - Výslechová místnost
  - Učebna

### Obchodně podnikatelská fakulta v Karviné

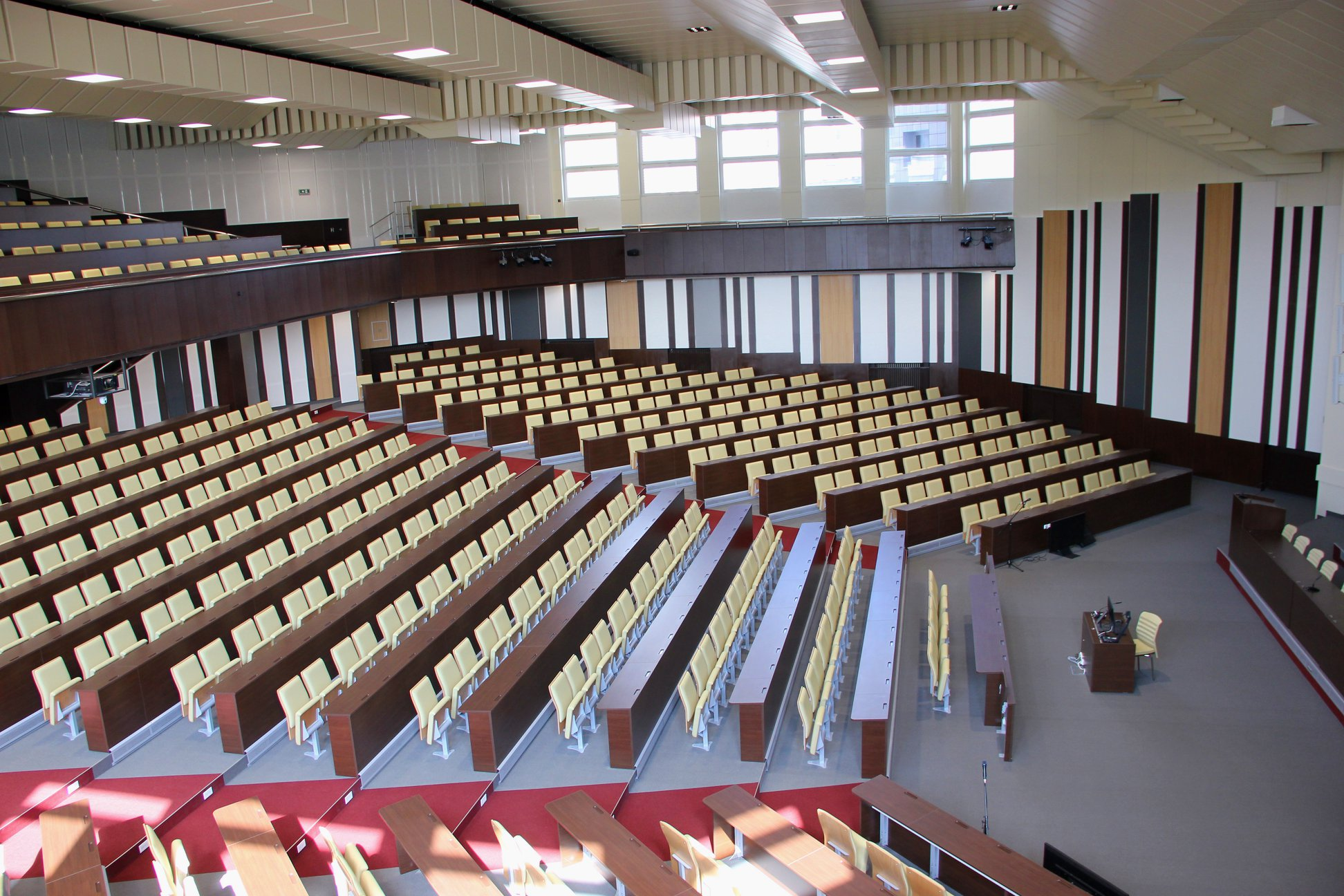
Sídlem OPF je město Karviná.  - Velký sál
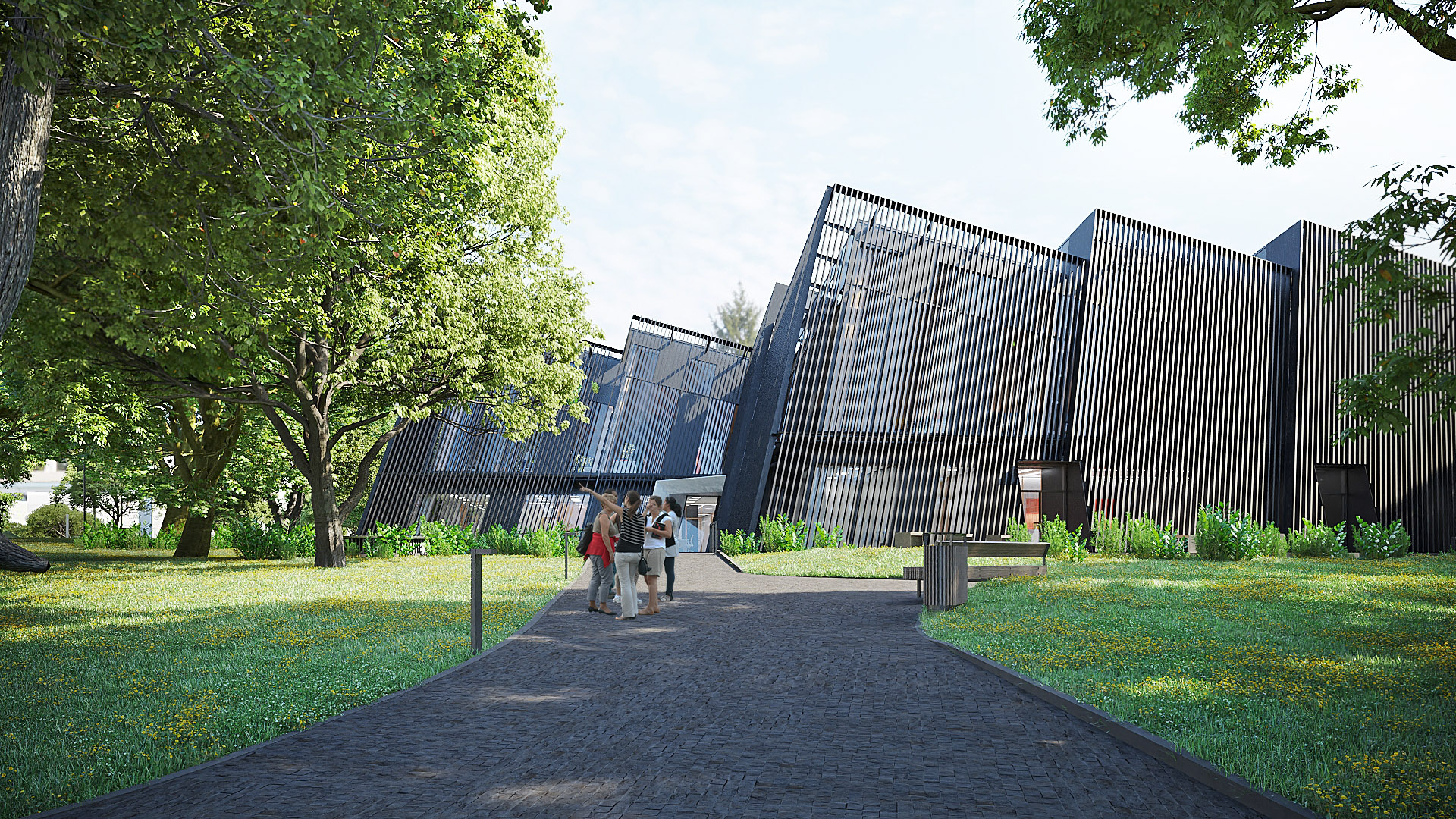
Plánovaná budova CEPIS
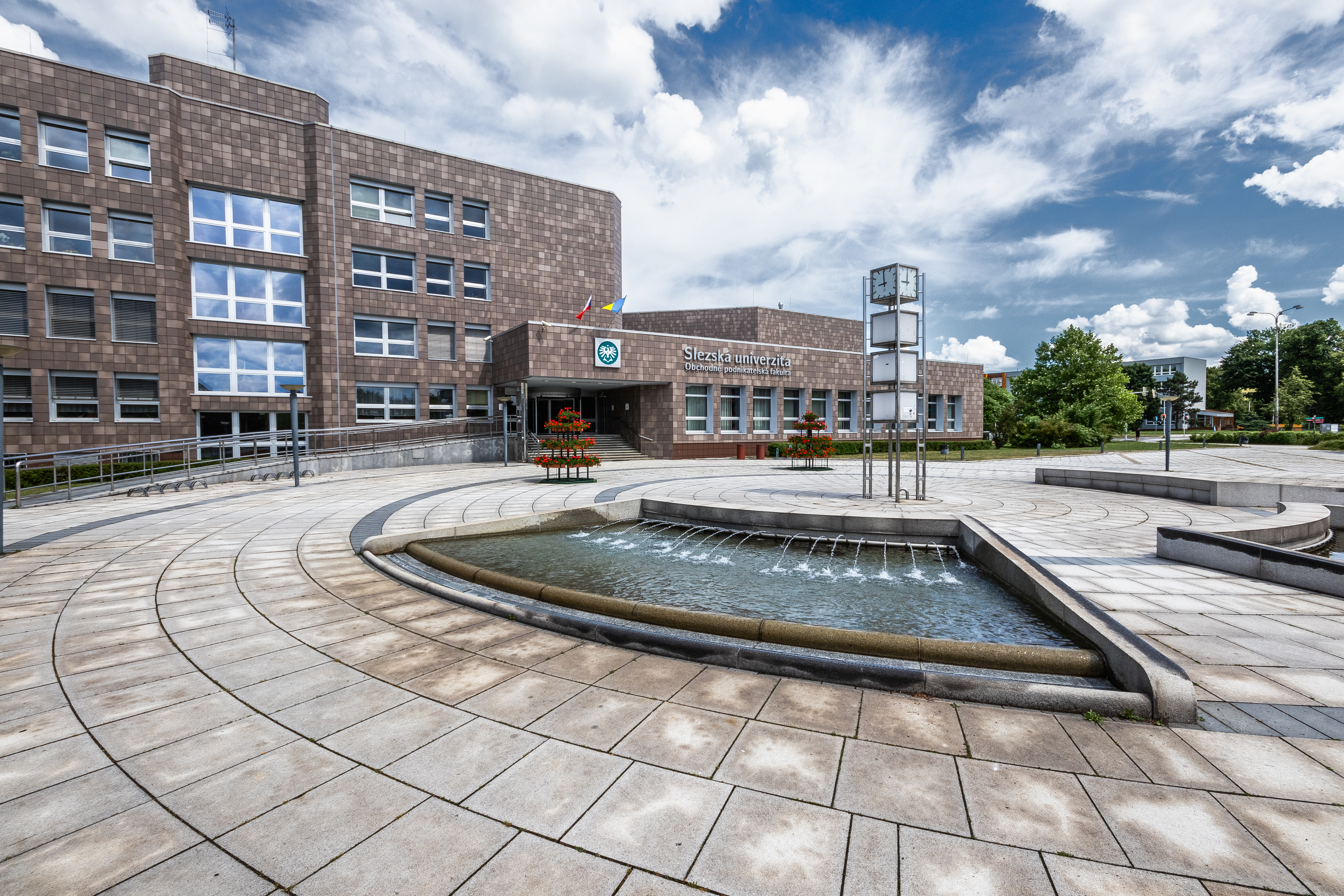
Budova OPF
  - Plánovaná budova CEPIS
  - Budova OPF

### Matematický ústav v Opavě

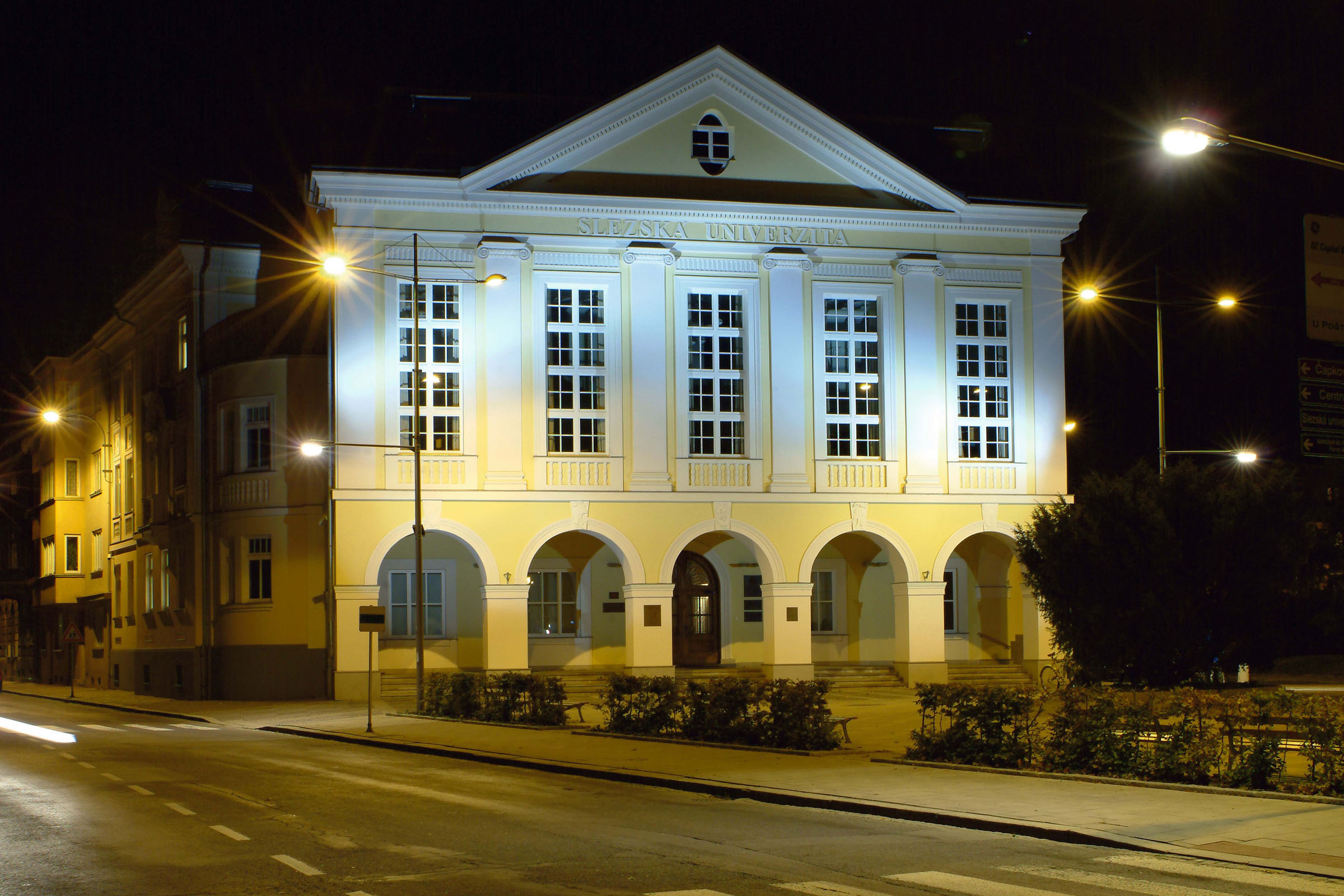
Na Rybníčku 626/1: tato budova slouží jako zázemí Matematického ústavu v Opavě a Rektorátu SU.  - Matematický ústav v Opavě

### Univerzitní knihovna

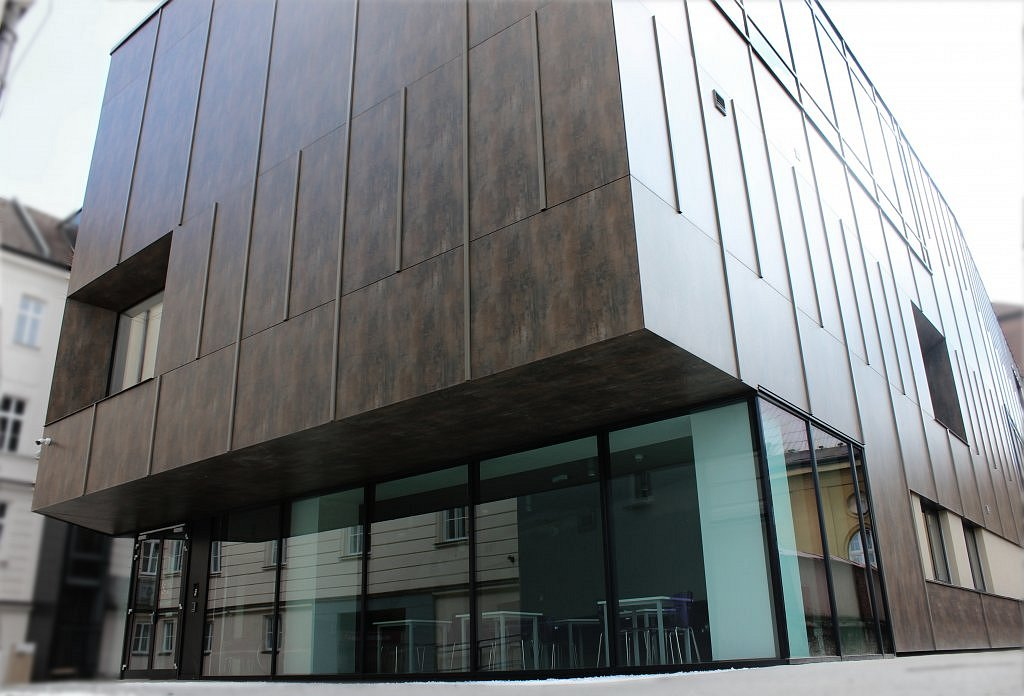
Bezručovo náměstí 885/14: moderní přístavba slouží jako jedna z hlavních budov Univerzitní knihovny v Opavě.  - Knihovna SU
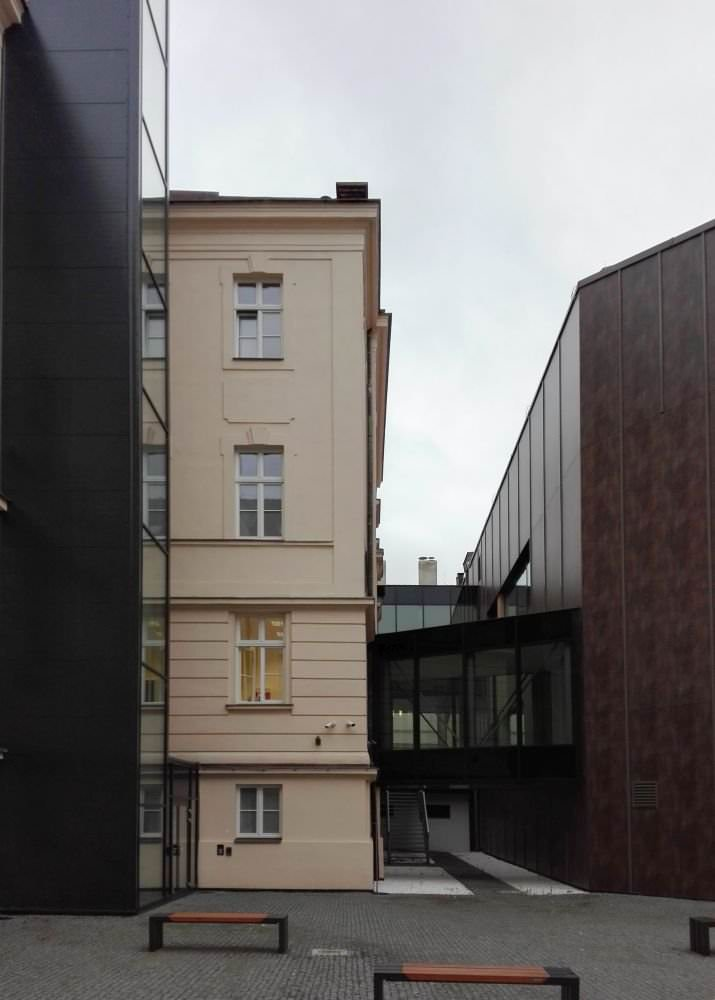
Knihovna SU
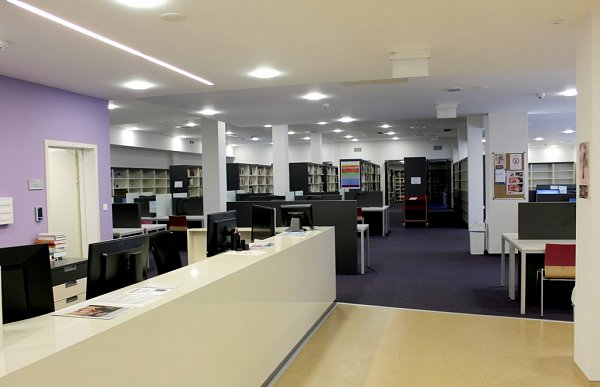
Interiér
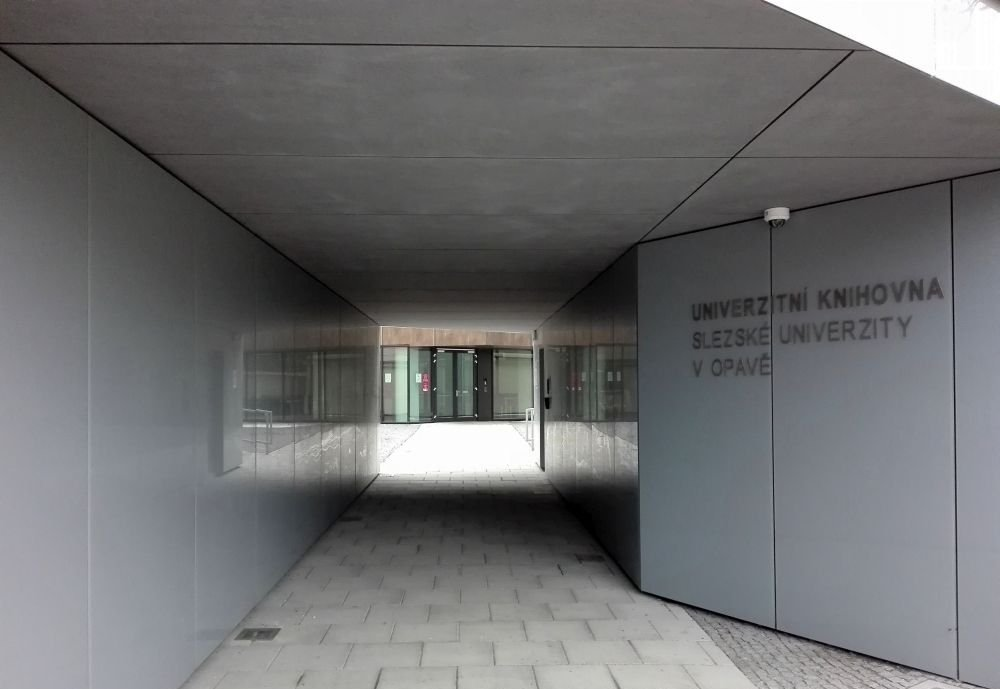
Vstup
  - Knihovna SU
  - Interiér
  - Vstup

## Studium

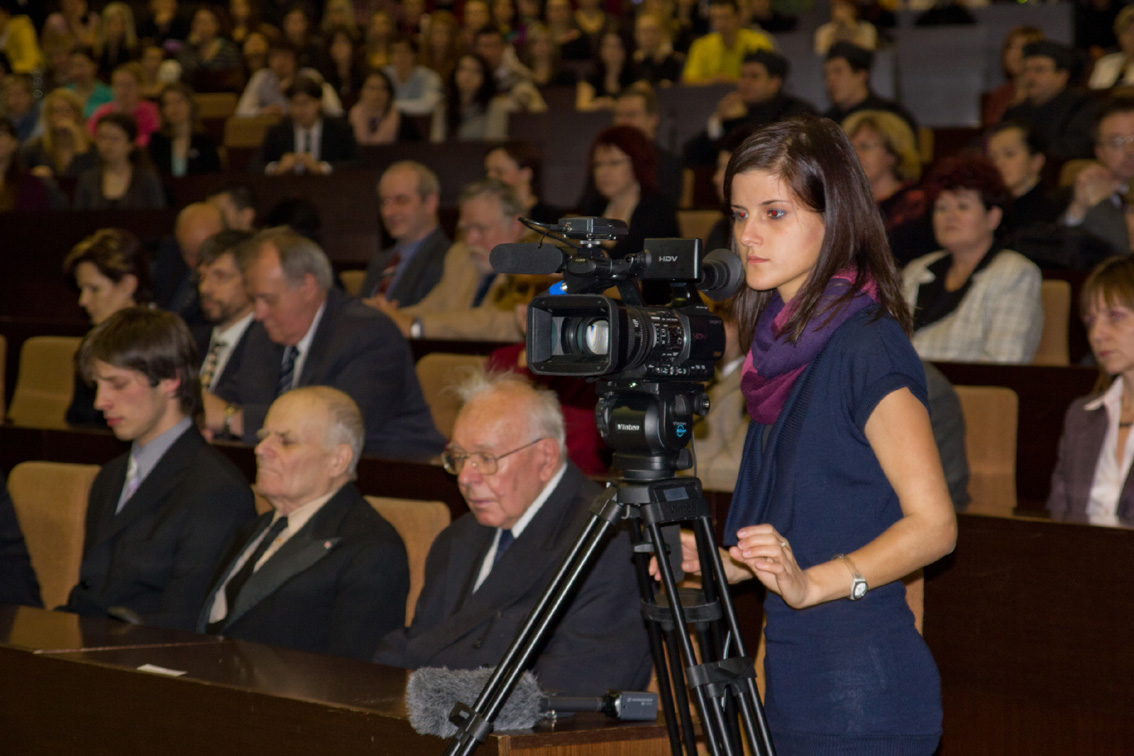
Zasedání akademických senátů a vědeckých rad

Slezská univerzita v Opavě realizuje studijní programy v bakalářském, navazujícím magisterském a doktorském (Ph.D.) stupni studia, v prezenční, případně kombinované formě.

### Základní nabídka oborů
- Ekonomie
- Filologie (anglistika a amerikanistika, bohemistika, germanistika, italianistika)
- Fyzikální obory (astrofyzika, teoretická fyzika)
- Informatické obory
- Matematické obory
- Obory z oblasti historie
- Ošetřovatelství
- Publicistika, knihovnictví a informatika
- Historie
- Umění a užité umění (tvůrčí fotografie, audiovizuální tvorba, kulturní dramaturgie, multimediální techniky)
- Veřejná správa

## Ubytování a stravování
Opavské části univerzity disponují několika objekty umístěné v různých lokalitách města, kapacita kolejí je dostatečně velká i pro ty žadatele, kteří jsou přijati až v září. Studenti mohou využívat dotovaného stravování (obědy a večeře) a v jedné ze čtyř restaurací a jídelen v Opavě, s nimiž má fakulta smluvní vztahy.
Ubytovací kapacita v Karviné v kolejích Kosmos a Na Vyhlídce čítá cca tisíc lůžek, stravování je zde zabezpečeno menzou, bufety a studentskou restaurací v areálu Kosmos.

## Studentské aktivity
Na univerzitě působí řada studentských organizací a spolků.

### SU² Studentská unie Slezské univerzity
SU² pořádá zejména společenské akce na univerzitě.

### Komorní pěvecký sbor Slezské univerzity
Komorní pěvecký sbor má za sebou desítky koncertů a veřejných vystoupení u nás a v zahraničí, kam pravidelně vyjíždí. Zkouší každé úterý od 18 hodin na Olbricově 25, Opava.

### Regionální pobočka Sdružení historiků České republiky (Historický klub 1872) v Opavě
Regionální pobočka SH ČR v Opavě je součástí vědeckého spolku Sdružení historiků České republiky (Historický klub 1872). Sdružuje historiky i zájemce o historii a zaměřuje se na pořádání poznávacích výletů, komentovaných prohlídek, přednášek odborníků a dalších akcí pro studenty SU i širokou veřejnost. O plánovaných aktivitách informujeme na sociálních sítích pobočky i Ústavu historických věd a naleznete je rovněž v kalendáři na webu FPF. Studenti ÚHV FPF SU se mohou rovněž aktivně zapojovat do přípravy programu a podílet se na organizaci jednotlivých akcí. Našim cílem je poskytovat zájemcům o historii možnost, jak kvalitně strávit volný čas s historií.

### Studentské politologické fórum
Občanské sdružení Studentské politologické fórum je nepolitickým nezávislým sdružením studentů a dalších členů akademické obce věnujících se studiu a bádání na poli politologie a příbuzných sociálních věd.

### Univerzitní sportovní klub
USK prostřednictvím instruktorů realizuje především školy bezpečného INLINE bruslení, lyžařskou a snowboardovou školu nejen pro dospělé, ale také pro mateřské a základní školy, dále kurzy kitingu, kurzy skákacích bot a také se aktivně věnuje vodní turistice.

### Studentský filmový klub ÚSES
Studentský filmový klub Ústavu středoevropských studií vzniknul v březnu roku 2016 se souhlasem děkana Fakulty veřejných politik a pod záštitou Ústavu středoevropských studií. Smyslem organizace jsou pravidelné schůzky a promítání snímků v rámci vyučovaných předmětů studijního programu a následná moderovaná diskuze.

## Studium v zahraničí
V rámci programu celoživotního vzdělávání LLP/Erasmus, zajišťovaného Evropskou unií, univerzita spolupracuje s desítkami institucí po celé Evropě (Finsko, Francie, Irsko, Itálie, Německo, Nizozemí, Portulgalsko, Švédsko, Velká Británie a mnoho dalších), část studia lze tak absolvovat na zahraničních partnerských institucích. Nabízí také zprostředkování individuálního studia v zahraničí, výjezdy se stipendijními organizacemi, programy a nadacemi nebo jazykové a letní školy.